# Автодик
Автодик (др.-греч. Αύτόδικος) или Автолик (др.-греч. Αύτόλικος) — македонский аристократ, брат диадоха Лисимаха.
Автодик родился в начале или середине 340-х годов до н. э. в семье Агафокла, одного из приближённых македонского царя Филиппа II. Предположительно, он был младшим братом Алкимаха, Лисимаха и Филиппа.
Во время раздела в Македонской империи в Трипарадисе 321/320 года до н. э. Автодик был назначен одним из четырёх царских телохранителей-соматофилаков Филиппа III Арридея. Эта должность была почётной и свидетельствовала о влиянии Лисимаха, так как все четыре соматофилака были ближайшими родственниками могущественных диадохов того времени.
Во время правления во Фракии, Анатолии и Македонии Лисимаха Автодик находился при дворе брата и до конца его правления сохранял ему верность.
Согласно данным эпиграфики у Автодика была жена Адея.